# Allemagne au Concours Eurovision de la chanson 1963
L'Allemagne a participé au Concours Eurovision de la chanson 1963 à Londres, Angleterre, au Royaume-Uni. C'est la 8e participation allemande au Concours Eurovision de la chanson.
Le pays est représenté par la chanteuse Heidi Brühl et la chanson Marcel, sélectionnées par la Hessischer Rundfunk (HR) au moyen d'une finale nationale.

## Sélection

### Heidi Brühl singt
Le radiodiffuseur allemand pour le Land de la Hesse, la Hessischer Rundfunk (HR, « Radiodiffusion de la Hesse »), sélectionne l'artiste en interne et organise une finale nationale intitulée Heidi Brühl singt (« Heidi Brühl chante ») afin de sélectionner la chanson représentant l'Allemagne au Concours Eurovision de la chanson 1963.
La sélection nationale allemande a lieu le jeudi 28 février 1963 à Francfort-sur-le-Main. 
5 chansons interprétées par Heidi Brühl participent à la finale nationale. Les chansons sont toutes interprétées en allemand, langue nationale de l'Allemagne.
Lors de cette sélection, c'est la chanson Marcel qui fut choisie. Willy Berking est le chef d'orchestre sélectionné pour l'Allemagne.

#### Finale
La première demi-finale a eu lieu le vendredi 12 janvier 1963 à Francfort-sur-le-Main.
| Ordre | Artiste     | Chanson          | Traduction            | Points | Place |
| ----- | ----------- | ---------------- | --------------------- | ------ | ----- |
| 1     | Heidi Brühl | Die blaue Stunde | L'Heure bleue         | 5 846  | 4     |
| 2     | Heidi Brühl | Das kleine Lied  | La Petite Chanson     | 5 011  | 5     |
| 3     | Heidi Brühl | Zum großen Glück | Pour le grand bonheur | 6 681  | 3     |
| 4     | Heidi Brühl | Marcel           | –                     | 55 119 | 1     |
| 5     | Heidi Brühl | Ein schöner Tag  | Un joli jour          | 10 857 | 2     |

## À l'Eurovision
Chaque jury national attribue un à cinq points à ses cinq chansons préférées.

### Points attribués par l'Allemagne
| 5 points | Monaco     |
| 4 points | Suisse     |
| 3 points | Luxembourg |
| 2 points | Danemark   |
| 1 point  | France     |

### Points attribués à l'Allemagne
| 5 points | 4 points | 3 points | 2 points  | 1 point |
| -------- | -------- | -------- | --------- | ------- |
|          |          | - Monaco | - Norvège |         |

Heidi Brühl interprète Marcel en 3e position lors de la soirée du concours, suivant les Pays-Bas et précédant l'Autriche. 
Au terme du vote final, l'Allemagne termine 9e sur les 16 pays participants, ayant reçu 5 points au total de la part de deux jurys,.